# Аний Полион
Гай Аний Полион (на латински: Gaius Annius Pollio; † 66 г.) е благородник, сенатор на Римската империя, приятел на Нерон.
Произлиза от фамилията Ании, клон Полион. Брат е на Аний Вициниан.
Жени се през 37 г. за Марция Сервилия Сорана, дъщеря на Марций Барей Соран (суфектконсул 52 г.) и Сервилия Консидия, дъщеря на историка Сервилий Нониан и Консидия. По бащина линия тя е братовчедка на Улпия Марциана и бъдещия император Траян) и на Марция Фурнила (втора съпруга на бъдещия император Тит, първият син на Веспасиан). Внучка е на Квинт Марций Барей Соран (суфектконсул 34 г.).
В края на управлението на Тиберий през 37 г. Полион е обвинен в обида на императора (majestas). През 65 г. по времето на Пизонския заговор на Пизон приятелят му римският император Нерон го изгонва от Рим. Жена му Марция Сервилия през 66 г. е осъдена за допитване при магьосници. През 66 г. Аний Полион, брат му Аний Вициниан и Марция Сервилия sa екзекутирани за държавна измяна. Тъстът му Соран е осъден на смърт за обида на императора (crimen laesae maiestatis) през 65 или 66 г. и се самоубива.
Вероятно той пише спомени, сбирка от анекдоти и цитати на философа Музоний (Άπομνημονεύματα Μουσωνίου τοῦ φιλοσόφου Apomnēmoneúmata Mousōníou toû philosóphou).